# 会津若松地方広域市町村圏整備組合

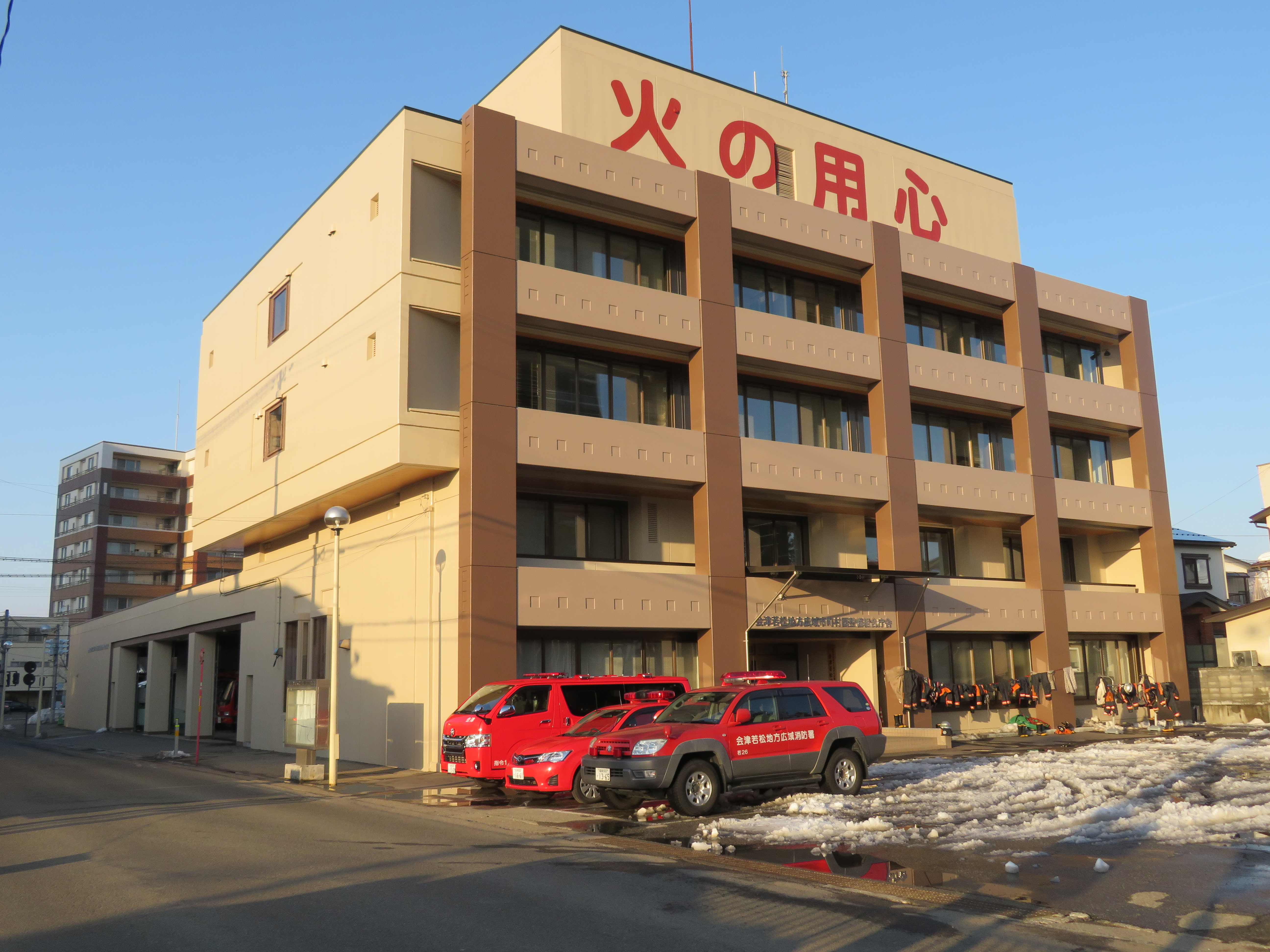
会津若松地方広域市町村圏整備組合事務所・会津若松消防署

会津若松地方広域市町村圏整備組合 (あいづわかまつちほうこういきしちょうそんけんせいびくみあい) は、福島県会津若松市、耶麻郡磐梯町、猪苗代町、河沼郡会津坂下町、湯川村、柳津町、大沼郡三島町、金山町、昭和村及び会津美里町の1市7町2村が設立している複合的一部事務組合。当初、常備消防の一部事務組合（消防組合）として設立されたが、2006年に廃棄物処理の一部事務組合である会津地区広域事業組合を統合し、2009年には構成市町村が同一でない水道用水供給の企業団である、会津若松地方水道用水供給企業団を統合した。

## 概要

### 事務所
- 会津若松市中央三丁目10番12号

### 主な事務内容

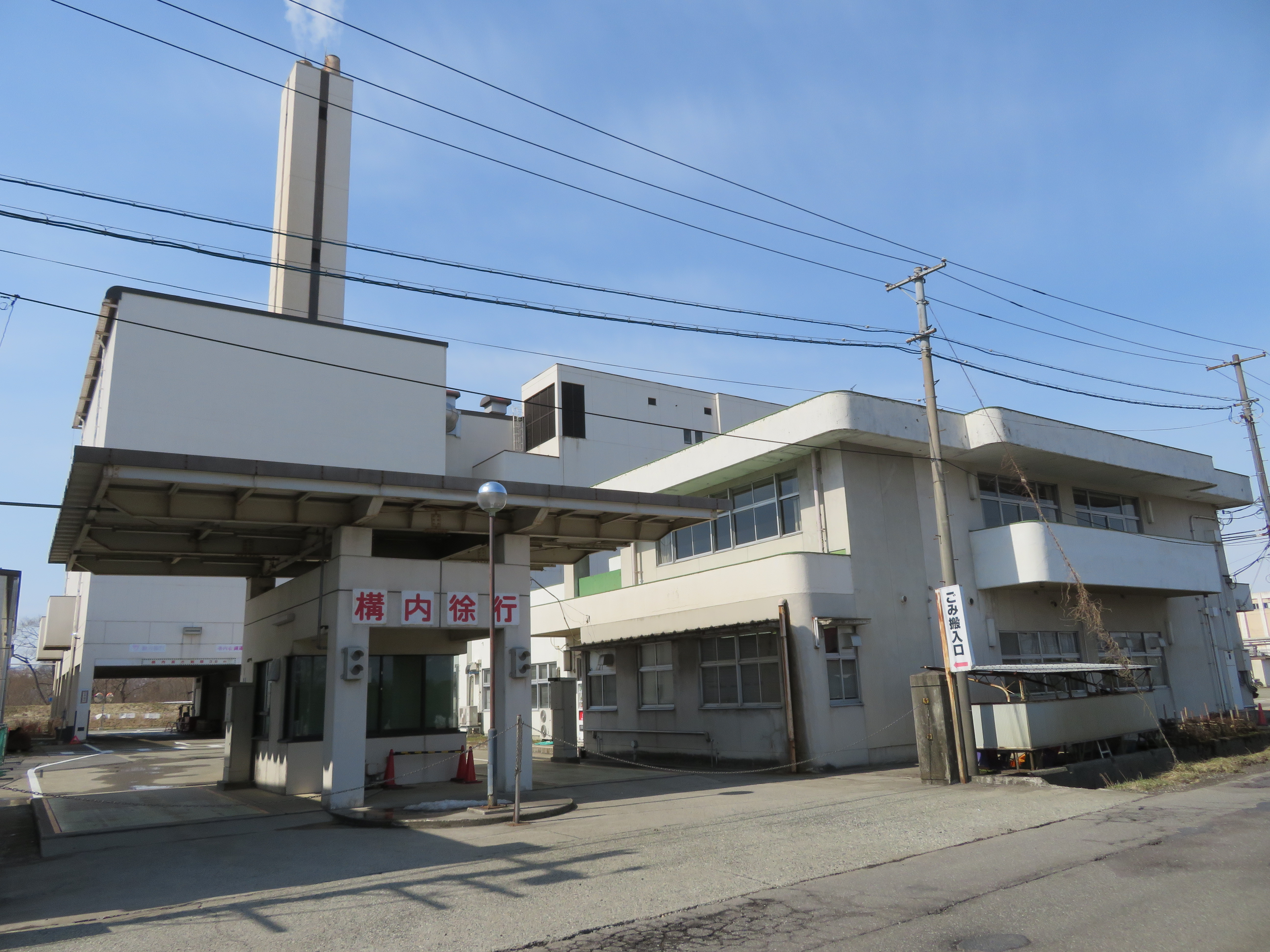
ごみ焼却施設

- 会津若松地方ふるさと市町村圏計画の策定、当該計画に基づく事業の実施及び連絡調整事務
- 常備消防事務（消防組合）
- ごみ処理施設の設置、管理及び運営事務
- し尿処理施設の設置、管理及び運営事務
- 水道用水供給業務
- 研修事務
- 介護認定審査会の設置及び運営事務

### 組織
- 組合議会
  - 議員定数：20人（会津若松市：7人、磐梯町：1人、猪苗代町：2人、会津坂下町：2人、湯川村：1人、柳津町：1人、三島町：1人、金山町：1人、昭和村：1人、会津美里町：3人）
- 執行機関
  - 管理者：1人（組合市町村の長の互選）
  - 副管理者：9人（組合市町村の長の互選）
  - 会計管理者：1人（会津若松市の会計管理者）
  - 監査委員：2人

## 常備消防事務

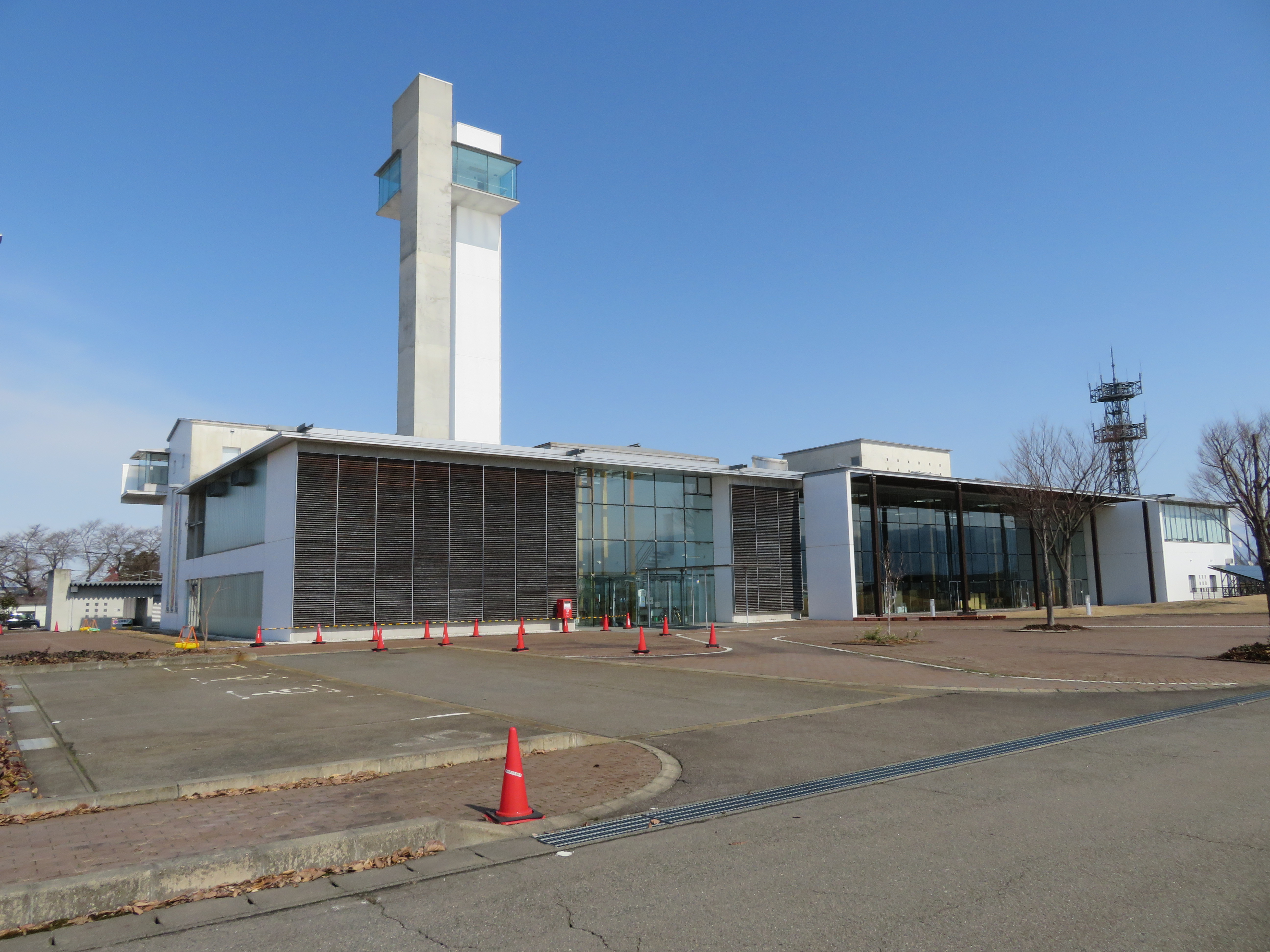
消防本部が所在する会津若松市役所北会津支所

### 概要
- 消防本部：会津若松市北会津町中荒井字諏訪前11（会津若松市役所北会津支所内）
- 管内面積：1,992.31km2
- 職員定数：289人
- 消防署4カ所、分署1カ所、出張所7カ所
- 主力機械（2019年4月1日現在）
  - 普通消防ポンプ自動車：14
  - 水槽付消防ポンプ自動車：6
  - はしご付消防自動車：1
  - 化学消防自動車：1
  - 救急自動車：18
  - 指揮車：6
  - 救助工作車：1
  - 小型動力ポンプ：1
  - 小型動力ポンプ付水槽車：1
  - 広報車：19
  - 資材搬送車：1
  - 無線中継車：1
  - 支援車：1
  - 燃料補給車：1
  - 広報車：13
  - 救急普及啓発広報車：1

### 沿革
- 1949年　若松市消防本部・若松市消防署を設置。
- 1955年　市名の改称に伴い、会津若松市消防本部・会津若松市消防署に改称。
- 1961年　消防庁舎が竣工。
- 1965年　西出張所を開設。
- 1966年　救急業務を開始。
- 1968年　屈折はしご付消防車を配備。
- 1972年4月1日　1市8町5村により会津若松地方広域市町村圏整備組合を設立。会津若松市消防本部が会津若松地方広域市町村圏整備組合消防本部に移行。
- 1972年12月25日　会津高田出張所・昭和分遣所を開設。
- 1973年1月15日　十文字出張所・柳津出張所・金山出張所を開設。
- 1974年3月20日　猪苗代出張所・会津坂下出張所を開設。
- 1974年3月30日　小松出張所を開設。
- 1976年4月3日　三島分遣所を開設。
- 1976年4月15日　磐梯分遣所を開設。
- 1977年8月31日　組合庁舎が完成。（同年9月20日、消防本部・消防署が新庁舎にて業務開始）
- 1977年10月1日　猪苗代出張所・会津坂下出張所・会津高田出張所を分署に改称。
- 1978年2月24日　救助工作車を組合消防署に配備。
- 1978年10月1日　猪苗代分署が猪苗代消防署に、会津坂下分署が会津坂下消防署に昇格。組合消防署を会津若松消防署に改称。磐梯分遣所・三島分遣所・昭和分遣所を出張所に改称。
- 1979年2月26日　化学消防車を会津若松消防署に配備。
- 1987年4月1日　西出張所が移転し、城南分署に改称。
- 1987年12月17日　はしご付消防車を会津若松消防署に配備。
- 1995年4月1日　会津高田分署が会津高田消防署に昇格。
- 1996年1月19日　高規格救急車を会津若松消防署に配備。
- 1999年10月1日　猪苗代消防署を新築し移転。
- 2005年10月1日　会津美里町の発足に伴い、会津高田消防署を会津美里消防署に改称。
- 2007年9月3日　消防本部が会津若松市北会津支所へ移転。
- 2007年10月　　救助工作車(Ⅱ型)更新。城南分署に配備
- 2008年3月　　　高規格救急車(4WD)日本損害保険協会から寄贈。城南分署に配備。
- 2008年12月　　　消防自動車(CD-Ⅰ型4WD)1台更新。会津坂下消防署柳津出張所に配備。
- 2009年1月　　　　普通救急自動車(4WD)1台更新。会津若松消防署小松出張所に配備。
- 2009年9月　　　　広報車(ダイハツテリオスキッド4WD)2台更新。会津若松消防署十文字出張所及びに会津坂下消防署昭和出張所に配備。
- 2010年3月　　　　消防自動車(CD-Ⅰ型4WD)1台更新。会津若松消防署に配備。
- 2010年8月　　　　指揮車(三菱パシェロ4WD)2台購入。会津坂下消防署及び会津美里消防署に配備。
- 2010年9月　　　　広報車(ダイハツテリオスキッド4WD)1台更新。会津坂下消防署金山出張所に配備。
- 2011年2月　　　　消防自動車(CD-1型4WD)1台更新。会津坂下消防署金山出張所に配備。
- 2011年3月　　　　普通救急自動車(4WD)1台更新。会津坂下消防署十文字出張所に配備。
- 2011年4月　　　　消防通信指令に関する事務を共同して管理・執行することを目的として、喜多方地方広域市町村組合と「会津若松地方及び喜多方地方消防通信指令事務協議会」を設置。
- 2011年8月　　　　指揮車(三菱パシェロ4WD)1台更新。会津若松消防署城南分署に配備。
- 2011年10月　　　　広報車(ダイハツテリオスキッド4WD)3台更新。会津若松消防署小松出張所、会津坂下消防署柳津出張所、会津坂下消防署三島出張所に配備。
- 2011年11月　　　　普通救急自動車(4WD)1台更新。会津坂下消防署柳津出張所に配備。
- 2012年3月　　　　高機能消防指令システムを導入し、会津若松地方・喜多方地方消防指令センターを運用開始。
- 2012年3月　　　　消防自動車(CD-Ⅰ型4WD)1台更新。会津若松消防署十文字出張所に配備。
- 2012年4月　　　　JA共済連福島から高規格救急自動車1台寄贈を受け、会津若松消防署に配備。
- 2012年6月　　　　会津若松地方防火管理者会から消防業務用連絡車(トヨタラッシュ)1台寄贈を受け、消防本部に配備。
- 2012年8月　　　　広報車(スズキジムニー)1台更新。猪苗代消防署磐梯出張所に配備。
- 2013年3月　　　　水槽付消防自動車(水I-B型)1台更新。会津美里消防署に配備。
- 2013年3月　　　　化学消防自動車(Ⅱ型)1台更新。会津若松消防署に配備。
- 2013年4月　　　　会津若松消防署城南分署に消防本部訓練センターを設立。
- 2013年8月　　　　広報車(トヨタサクシード)1台更新。会津若松消防署に配備。
- 2013年10月　　　　高規格救急自動車(4WD)2台更新。猪苗代消防署及び会津坂下消防署に配備。
- 2013年11月　　　　30m級梯子付消防自動車を26年ぶりに更新。
- 2013年12月　　　　消防自動車(CD-1型4WD)2台更新。会津若松消防署小松出張所及びに猪苗代消防署磐梯出張所に配備。
- 2014年8月　　　　　乗用車(トヨタカローラフィルダーハイブリッド)1台更新。消防本部に配備。
- 2014年10月　　　　　広報車(トヨタカローラフィルダー)1台更新。会津若松消防署に配備。
- 2015年11月　　　　　無線中継車(トヨタレシアスエース)1台更新。会津若松消防署に配備。
- 2015年11月　　　　　救急自動車(4WD)1台更新。会津若松消防署城南分署に配備。
- 2015年11月　　　　　指揮車(三菱パシェロ)1台更新。会津若松消防署に配備、
- 2016年3月　　　　　　消防救急デジタル無線システム運用開始。
- 2016年9月　　　　　　救急自動車(4WD)2台更新。会津若松消防署、会津美里消防署に配備。
- 2016年11月　　　　　　一般財団法人救急振興財団から救急普及啓発広報車1台寄贈を受け、会津若松消防署城南分署に配備。
- 2016年12月　　　　　　消防自動車(CD-1型4WD)2台更新。猪苗代消防署、会津坂下消防署三島出張所に配備。
- 2017年3月　　　　　　　会津若松地方広域市町村圏整備組合庁舎の耐震補強及び大規模改修工事完了。
- 2017年9月　　　　　　　総務省消防庁から緊急消防援助隊に係る無償使用車両として燃料補給車うぃ受け、会津若松消防署城南分署に配備。
- 2017年12月　　　　　　　救急自動車2台更新。会津坂下消防署金山出張所、会津坂下消防署昭和出張所に配備。
- 2018年3月　　　　　　　水槽付消防自動車(水Ⅱ型)1台更新。会津若松消防署に配備。
- 2018年11月　　　　　　　救急自動車(4WD)2台更新。猪苗代消防署、会津坂下消防署三島出張所に配備。
- 2019年1月　　　　　　　　消防自動車(CD-1型4WD)1台更新。会津坂下消防署昭和出張所に配備。
- 2019年3月　　　　　　　　 会津坂下消防署新築 敷地面積3,020㎡ 庁 舎：鉄筋コンクリート造2階建 建築面積1,049.45㎡　　 延面積1,450㎡　　訓練塔：鉄骨造3階建 建築面積21.60㎡ 延面積62.4㎡
- 2019年8月　　　　　　　　指揮車(三菱デリカ)1台更新。猪苗代消防署に配備。広報車(スズキエブリィ)1台更新。会津若松消防署城南分署に配備。
- 2019年9月　　　　　　　　支援車(三菱ふそうローザ)1台更新。会津若松消防署城南分署に配備。
- 2019年12月　　　　　　　　消防自動車(CD-1型4WD)1台更新。会津坂下消防署に配備。
- 2020年1月　　　　　　　　災害対応特殊小型動力ポンプ付水槽車1台更新。会津若松消防署に配備。
- 2020年1月　　　　　　　　救急自動車(4WD)2台更新。会津若松消防署城南分署、猪苗代消防署磐梯出張所に配備。
- 2020年9月　　　　　　　　広報車(日産バネット)1台更新。会津坂下消防署に配備。救急自動車(4WD)1台更新。会津若松消防署小松出張所に配備。広報車(日産NV150)1台更新。猪苗代消防署に配備。
- 2020年12月　　　　　　　　水槽付消防自動車(水I-B型)1台更新。猪苗代消防署に配備。
- 2021年3月　　　　　　　　　資機材搬送車(いすゞ)1台更新。会津若松消防署城南分署に配備。
- 2021年9月　　　　　　　　　NET119緊急通報システム導入
- 2021年11月　　　　　　　　　救急自動車(4WD)1台更新。会津若松消防署十文字出張所に配備。
- 2021年12月　　　　　　　　　広報車(日産NV350)1台更新。会津若松消防署城南分署に配備。
- 2022年2月　　　　　　　　　指揮車(トヨタハイエース)1台更新。会津若松消防署に配備。
- 2022年3月　　　　　　　　　水槽付消防自動車(水I-B型)1台更新。会津若松消防署城南分署に配備。
- 2022年12月　　　　　　　　　水槽付消防自動車(水I-A型)1台更新。会津坂下消防署に配備。
- 2022年12月　　　　　　　　　会津美里消防署新築 敷地面積3,499.87㎡　　庁 舎：鉄筋コンクリート造2階建       建築面積1,196.80㎡ 延面積1,574.63㎡　　訓練塔：鉄筋コンクリート造3階建 建築面積57.05㎡ 延
- 2023年12月　　　　　　　　　救助工作車(Ⅲ型)1台更新。会津若松消防署に配備。
- 2024年1月　　　　　　　　　　救急自動車(4WD)2台更新。会津坂下消防署柳津出張所、会津美里消防署に配備。

### 組織
- 本部 - 総務グループ、予防グループ、警防グループ、指令グループ
- 消防署

### 消防署
| 消防署         | 住所                          | 分署                       | 出張所 |
| -------------- | ----------------------------- | -------------------------- | --- |
| 会津若松消防署 | 会津若松市中央3-10-12         | 城南：会津若松市古川町9-21 | 小松：会津若松市北会津町両堂字小泉56-1 十文字：会津若松市河東町谷沢字十文字4                                                                                      |
| 会津坂下消防署 | 河沼郡会津坂下町字舘ノ下111-1 | なし                       | 柳津：河沼郡柳津町大字柳津字村ノ上乙1929-1 三島：大沼郡三島町大字宮下字居平137-1 金山：大沼郡金山町大字中川字大田面1482-2 昭和：大沼郡昭和町大字下中津川字中島654 |
| 猪苗代消防署   | 耶麻郡猪苗代町字梨木西19-1    | なし                       | 磐梯：耶麻郡磐梯町大字磐梯字山道334-1 |
| 会津美里消防署 | 大沼郡会津美里町字鹿島3058-2  | なし                       | なし |

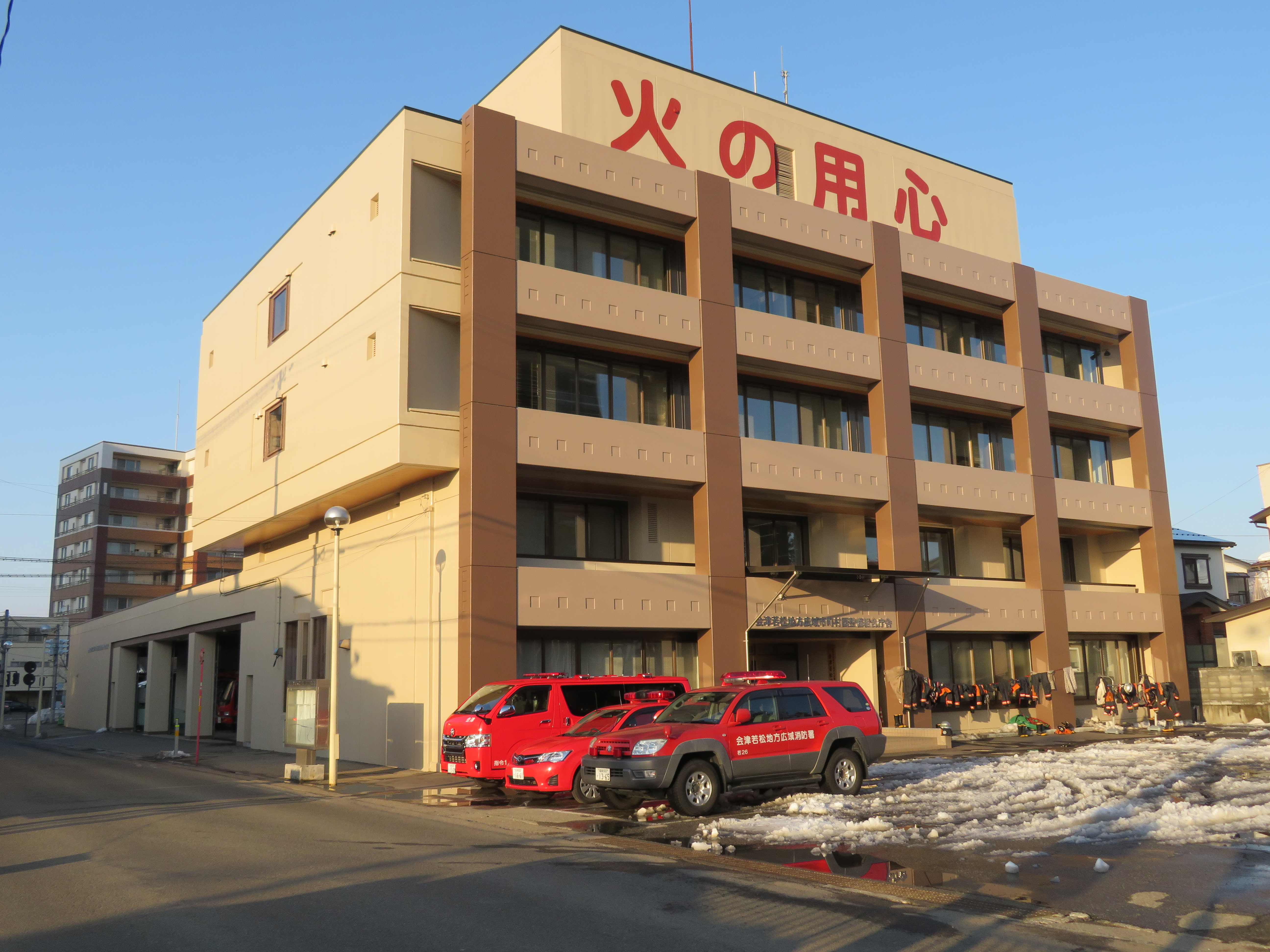
会津若松消防署
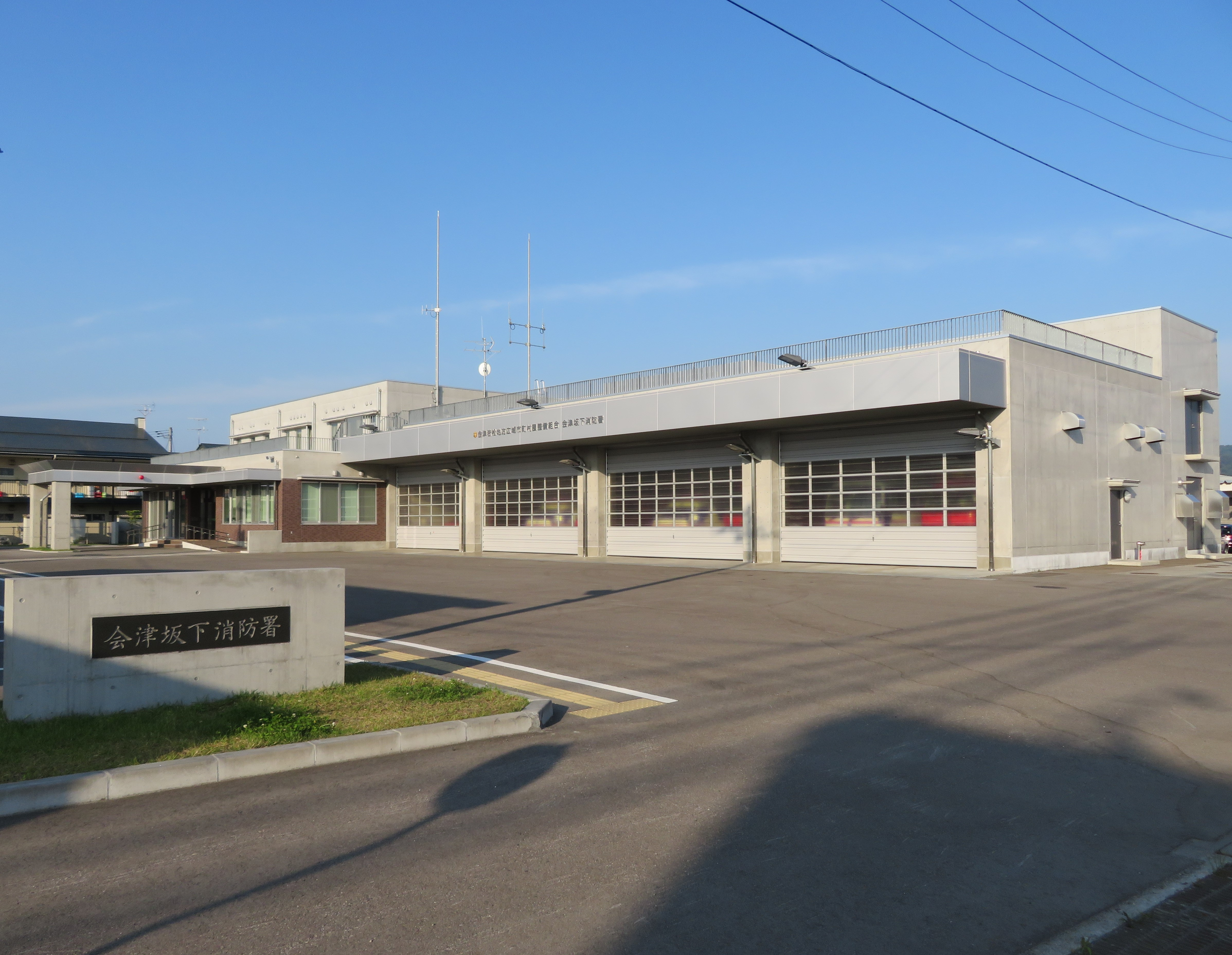
会津坂下消防署
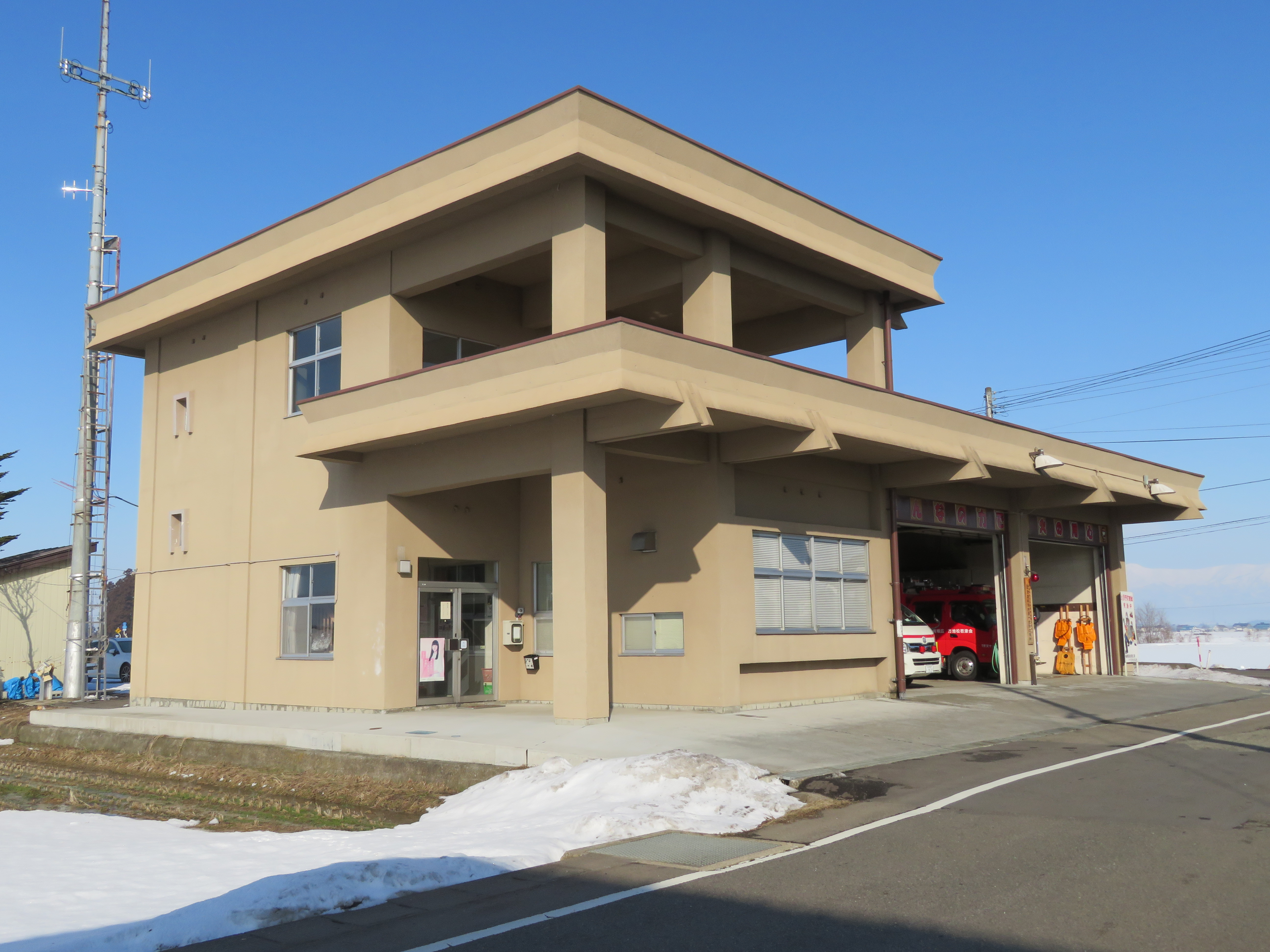
会津若松消防署十文字出張所
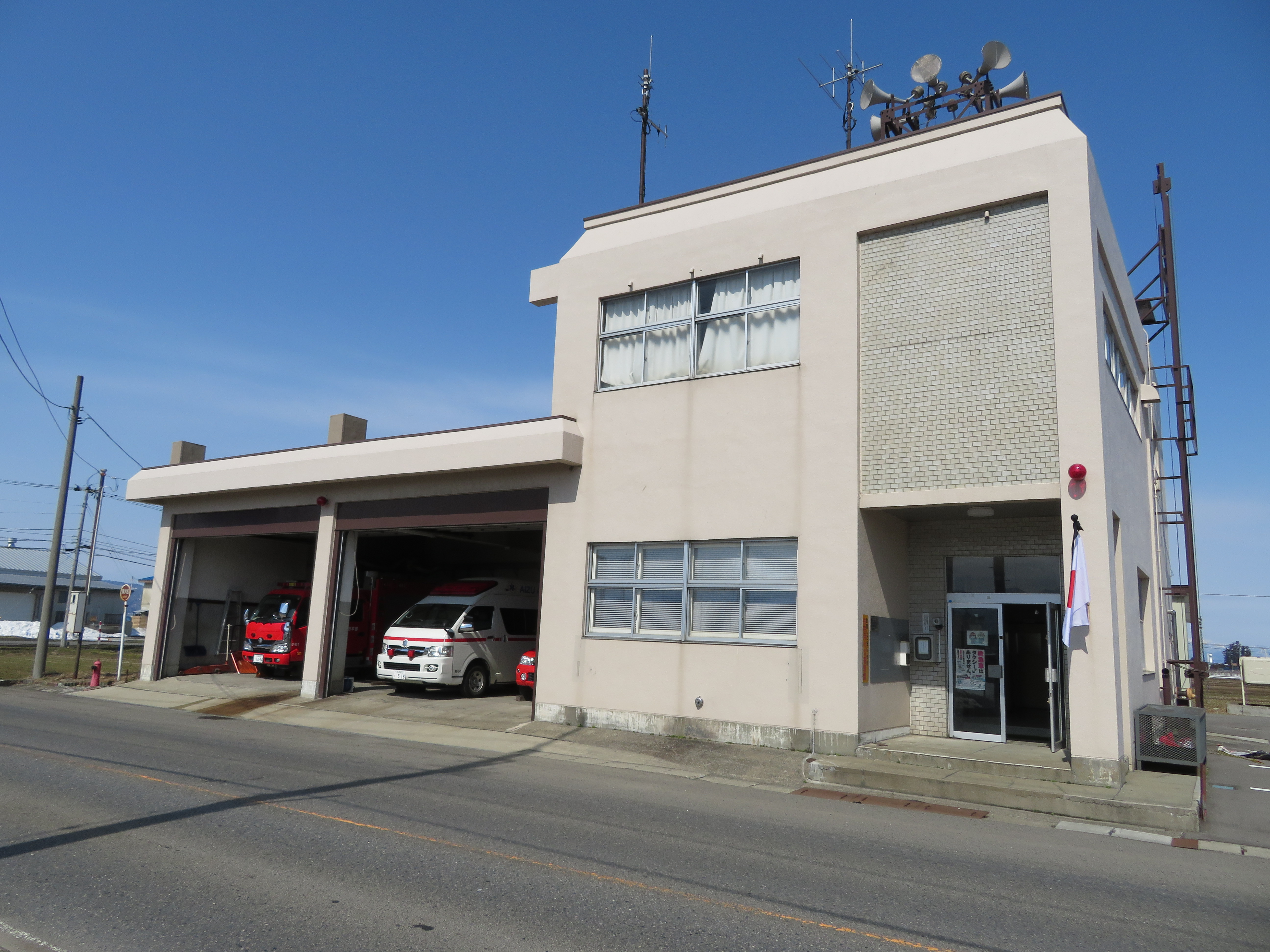
会津若松消防署小松出張所

## 廃棄物処理事務
- 会津地区広域事業組合（2006年に解散）を参照

## 水道用水供給事務
- 1974年（昭和49年）11月18日、会津若松市、会津高田町、本郷町、会津坂下町、北会津村、新鶴村を構成市町村として、会津若松地方水道用水供給企業団が設立された。大川ダムの水を利用し、本郷町に浄水場を建設し、構成市町村に水道用水を供給してきた。2009年（平成21年）3月31日に解散し、同年4月1日に会津若松地方広域市町村圏整備組合に統合した。浄水場と用水供給課事務所は、旧会津若松地方水道用水供給企業団事務所があった会津美里町穂馬字宮ノ上乙1010番地にある。